# Długa Wieś (powiat turecki)
Długa Wieś (niem. Langendorf) – osada w Polsce, w Kaliskiem, w województwie wielkopolskim, w powiecie tureckim, w gminie Dobra.
W latach 1975–1998 miejscowość należała administracyjnie do województwa konińskiego.